# Elecciones regionales de Pasco de 2010
Las elecciones regionales de Pasco de 2010 se llevaron a cabo el 3 de octubre de 2010 para elegir al presidente regional, al vicepresidente regional y al Consejo Regional para el periodo 2011-2015. La elección se celebró simultáneamente con elecciones regionales y municipales (provinciales y distritales) en todo el Perú. La segunda vuelta regional se llevó a cabo el 5 de diciembre de 2010.

## Sistema electoral
El Gobierno Regional de Pasco es el órgano administrativo y de gobierno del departamento de Pasco. Está compuesto por el presidente regional, el vicepresidente regional y el Consejo Regional.
La votación se realiza en base al sufragio universal, que comprende a todos los ciudadanos nacionales mayores de dieciocho años, empadronados y residentes en el departamento de Pasco y en pleno goce de sus derechos políticos.
El presidente y vicepresidente regional son elegidos por sufragio directo. Para que un candidato sea proclamado ganador debe obtener no menos de 30 % de votos válidos. En caso ningún candidato logre ese porcentaje en la primera vuelta electoral, los dos candidatos más votados participan en una segunda vuelta o balotaje.
El Consejo Regional de Pasco está compuesto por 9 consejeros elegidos por sufragio directo para un período de cuatro (4) años. La votación es por lista cerrada y bloqueada. Cada provincia del departamento de Pasco constituye una circunscripción electoral. La votación es por lista cerrada y bloqueada. Se asigna a la lista ganadora los escaños según el método d'Hondt. La distribución y el número de consejeros regionales es la siguiente:
| Circunscripción        | Escaños | Mapa |
| ---------------------- | ------- | ---- |
| Oxapampa y Pasco       | 4       |      |
| Daniel Alcides Carrión | 1       |      |

## Composición del Consejo Regional de Pasco
La siguiente tabla muestra la composición del Consejo Regional de Pasco antes de las elecciones.
| Partidos | Partidos                   | Consejeros |
| -------- | -------------------------- | ---------- |
|          | Movimiento Nueva Izquierda | 5          |
|          | Concertación en la Región  | 1          |
|          | Partido Aprista Peruano    | 1          |

## Partidos y candidatos
A continuación se muestra una lista de los principales partidos y alianzas electorales que participaron en las elecciones:
| Candidatura | Candidatura | Partidos y alianzas | Candidato | Candidato                  | Ideología                                               | Resultado previo | Resultado previo | Ref. |
| Candidatura | Candidatura | Partidos y alianzas | Candidato | Candidato                  | Ideología                                               | Votos (%)        | Con.             | Ref. |
| ----------- | ----------- | --- | --------- | -------------------------- | ------------------------------------------------------- | ---------------- | ---------------- | ---- |
|             | C           | Lista - Concertación en la Región (Concertación)                                                                               |           | Valentín López Espíritu    | Regionalismo pasqueño                                   | 20.34%           | 1                |      |
|             | APRA        | Lista - Partido Aprista Peruano (APRA)                                                                                         |           | Samuel Suárez Orbezo       | Aprismo                                                 | 17.72%           | 1                |      |
|             | SP          | Lista - Somos Perú (SP) |           | Tito Valle Ramírez         | Democracia cristiana Conservadurismo social             | 9.30%            | 0                |      |
|             | PP–APP      | Lista - Alianza Perú Posible (PP–APP) – Perú Posible (PP) – Alianza para el Progreso (APP)                                     |           | Eduardo Carhuaricra Meza   | Socioliberalismo Conservadurismo liberal Tercera vía    | 4.40%            | 0                |      |
|             | F2011       | Lista - Fuerza 2011 (F2011) |           | Wilfredo Bermúdez Alvarado | Fujimorismo Conservadurismo social Populismo de derecha | Nuevo            | Nuevo            |      |
|             | BPP         | Lista - Bloque Popular Pasco (BPP)                                                                                             |           | Orlando Campos Salvatierra | Regionalismo pasqueño                                   | Nuevo            | Nuevo            |      |
|             | PD          | Lista - Movimiento Pasco Desarrollo (PD)                                                                                       |           | Luis Chávez Agusti         | Regionalismo pasqueño                                   | Nuevo            | Nuevo            |      |
|             | FAA–TxP     | Lista - Alianza Regional Todos por Pasco (FAA–TxP) – Movimiento Regional Frente Andino Amazónico (FAA) – Todos por Pasco (TxP) |           | Kléver Meléndez Gamarra    | Regionalismo pasqueño                                   | Nuevo            | Nuevo            |      |

## Sondeos de opinión
La siguiente tabla enumera las estimaciones de la intención de voto en orden cronológico inverso, mostrando las más recientes primero y utilizando las fechas en las que se realizó el trabajo de campo de la encuesta. Cuando se desconocen las fechas del trabajo de campo, se proporciona la fecha de publicación.
Leyenda:
     Sondeo realizado en el periodo de prohibición legal de la difusión de sondeos de intención de voto.

### Balotaje

#### Intención de voto
La siguiente tabla enumera las estimaciones ponderadas (sin incluir votos en blanco y nulos) de la intención de voto.
|                                |                |     |      |      |      |  |  |  |  |  |
| Elecciones regionales de 2010  | 5 dic 2010     | —   | 59.2 | 40.8 | 18.4 |  |  |  |  |  |
|                                |                |     |      |      |      |  |  |  |  |  |
| Datos Investigación de Mercado | 15–19 nov 2010 | 470 | 52.3 | 47.7 | 4.6  |  |  |  |  |  |

#### Preferencias de voto
La siguiente tabla enumera las preferencias de voto en bruto (incluyendo blancos, viciados y sin respuesta) y no ponderadas.
|                                |                |     |      |      |     |    |      |  |  |  |
| Elecciones regionales de 2010  | 5 dic 2010     | —   | 54.8 | 37.8 | 7.4 | –  | 17.0 |  |  |  |
|                                |                |     |      |      |     |    |      |  |  |  |
| Datos Investigación de Mercado | 15–19 nov 2010 | 470 | 34   | 31   | 20  | 15 | 3    |  |  |  |

### Primera vuelta

#### Intención de voto
La siguiente tabla enumera las estimaciones ponderadas (sin incluir votos en blanco y nulos) de la intención de voto.
|                               |            |   |      |      |      |      |     |     |  |  |
| Elecciones regionales de 2010 | 3 oct 2010 | — | 29.3 | 28.8 | 14.6 | 12.2 | 7.7 | 0.5 |  |  |
|                               |            |   |      |      |      |      |     |     |  |  |
| Ipsos Apoyo/América           | 3 oct 2010 | ? | 30.4 | 25.6 | –    | –    | –   | 4.8 |  |  |

## Resultados

### Gobierno Regional de Pasco
|                      | Kléver Meléndez Gamarra    | Alianza Regional Todos por Pasco (FAA–TxP) | 31,740  | 28.85 | 64,041  | 59.15 |  |  |
|                      | Tito Valle Ramírez         | Somos Perú (SP)                            | 32,249  | 29.31 | 44,223  | 40.85 |  |  |
|                      | Valentín López Espíritu    | Concertación en la Región (Concertación)   | 16,021  | 14.56 |         |       |  |  |
|                      | Wilfredo Bermúdez Alvarado | Fuerza 2011 (F2011)                        | 13,476  | 12.25 |         |       |  |  |
|                      | Eduardo Carhuaricra Meza   | Alianza Perú Posible (PP–APP)              | 8,476   | 7.70  |         |       |  |  |
|                      | Samuel Suárez Orbezo       | Partido Aprista Peruano (APRA)             | 3,705   | 3.37  |         |       |  |  |
|                      | Orlando Campos Salvatierra | Bloque Popular Pasco (BPP)                 | 3,093   | 2.81  |         |       |  |  |
|                      | Luis Chávez Agusti         | Movimiento Pasco Desarrollo (PD)           | 1,272   | 1.16  |         |       |  |  |
|                      |                            |                                            |         |       |         |       |  |  |
| Total                | Total                      | Total                                      | 110,032 |       | 108,264 |       |  |  |
|                      |                            |                                            |         |       |         |       |  |  |
| Votos válidos        | Votos válidos              | Votos válidos                              | 110,032 | 80.75 | 108,264 | 92.58 |  |  |
| Votos en blanco      | Votos en blanco            | Votos en blanco                            | 15,170  | 11.13 | 1,110   | 0.95  |  |  |
| Votos nulos          | Votos nulos                | Votos nulos                                | 11,068  | 8.12  | 7,573   | 6.48  |  |  |
| Votos emitidos       | Votos emitidos             | Votos emitidos                             | 136,270 | 83.02 | 116,947 | 71.25 |  |  |
| Abstenciones         | Abstenciones               | Abstenciones                               | 27,877  | 16.98 | 47,200  | 28.75 |  |  |
| Votantes registrados | Votantes registrados       | Votantes registrados                       | 164,147 |       | 164,147 |       |  |  |
|                      |                            |                                            |         |       |         |       |  |  |
| Fuente:              |                            |                                            |         |       |         |       |  |  |

### Consejo Regional de Pasco
| |                                            |              |              |              |         |         |  |  |
| Partidos y coaliciones                                                                                    | Partidos y coaliciones                     | Voto popular | Voto popular | Voto popular | Escaños | Escaños |  |  |
| Partidos y coaliciones                                                                                    | Partidos y coaliciones                     | Votos        | %            | ±pp          | Total   | +/−     |  |  |
| | Somos Perú (SP)                            | 26,332       | 27.54        | +18.24       | 3       | +3      |  |  |
| | Alianza Regional Todos por Pasco (FAA–TxP) | 23,115       | 24.17        | Nuevo        | 3       | +3      |  |  |
| | Concertación en la Región (Concertación)   | 16,172       | 16.91        | +3.43        | 2       | +1      |  |  |
| | Fuerza 2011 (F2011)                        | 13,997       | 14.64        | Nuevo        | 1       | +1      |  |  |
| | Alianza Perú Posible (PP–APP)1             | 6,566        | 6.87         | +2.47        | 0       | ±0      |  |  |
| | Partido Aprista Peruano (APRA)             | 4,598        | 4.81         | –12.91       | 0       | –1      |  |  |
| | Bloque Popular Pasco (BPP)                 | 3,082        | 3.22         | Nuevo        | 0       | ±0      |  |  |
| | Movimiento Pasco Desarrollo (PD)           | 1,756        | 1.84         | Nuevo        | 0       | ±0      |  |  |
| |                                            |              |              |              |         |         |  |  |
| Total | Total                                      | 95,618       |              |              | 9       | +2      |  |  |
| |                                            |              |              |              |         |         |  |  |
| Votos válidos                                                                                             | Votos válidos                              | 95,618       | 70.17        | –16.31       |         |         |  |  |
| Votos en blanco                                                                                           | Votos en blanco                            | 28,304       | 20.77        | +17.20       |         |         |  |  |
| Votos nulos                                                                                               | Votos nulos                                | 12,348       | 9.06         | –0.89        |         |         |  |  |
| Votos emitidos                                                                                            | Votos emitidos                             | 136,270      | 83.02        | –2.49        |         |         |  |  |
| Abstenciones                                                                                              | Abstenciones                               | 27,877       | 16.98        | +2.49        |         |         |  |  |
| Votantes registrados                                                                                      | Votantes registrados                       | 164,147      |              |              |         |         |  |  |
| |                                            |              |              |              |         |         |  |  |
| Fuente:                                                                                                   |                                            |              |              |              |         |         |  |  |
| Notas al pie: 1 Comparado con los resultados de Alianza para el Progreso (APP) en las elecciones de 2006. |                                            |              |              |              |         |         |  |  |
| Notas al pie:                                                                                             |                                            |              |              |              |         |         |  |  |
| 1 Comparado con los resultados de Alianza para el Progreso (APP) en las elecciones de 2006.               |                                            |              |              |              |         |         |  |  |

### Autoridades electas
| Cargo                                                    | Autoridad electa | Autoridad electa         | Partido político | Partido político                 |
| -------------------------------------------------------- | ---------------- | ------------------------ | ---------------- | -------------------------------- |
| Presidente Regional de Pasco                             |                  | Kléver Meléndez Gamarra  |                  | Alianza Regional Todos por Pasco |
| Vicepresidente Regional de Pasco                         |                  | Dionicio Salcedo Meza    |                  | Alianza Regional Todos por Pasco |
| Consejero Regional de Pasco (por Daniel Alcides Carrión) |                  | Justiniano Prado Vásquez |                  | Alianza Regional Todos por Pasco |
| Consejero Regional de Pasco (por Oxapampa)               |                  | Daniel Páucar Espinoza   |                  | Somos Perú                       |
| Consejero Regional de Pasco (por Oxapampa)               |                  | Fredy Bernaldo Gómez     |                  | Somos Perú                       |
| Consejero Regional de Pasco (por Oxapampa)               |                  | Julio Arévalo Tello      |                  | Fuerza 2011                      |
| Consejera Regional de Pasco (por Oxapampa)               |                  | Soledad Córdova Villena  |                  | Concertación en la Región        |
| Consejero Regional de Pasco (por Pasco)                  |                  | Víctor Carbajal Marcelo  |                  | Alianza Regional Todos por Pasco |
| Consejero Regional de Pasco (por Pasco)                  |                  | Yino Yauri Ramón         |                  | Alianza Regional Todos por Pasco |
| Consejero Regional de Pasco (por Pasco)                  |                  | Zenón Espinoza Panez     |                  | Somos Perú                       |
| Consejero Regional de Pasco (por Pasco)                  |                  | Simón Astete Benites     |                  | Concertación en la Región        |